# Minnie Pwerle
Minnie Pwerle (também conhecida como Minnie Purla ou Minnie Motorcar Apwerl) (nascida entre 1910 e 1922 – 18 de março de 2006) foi uma artista aborígena australiana.
Minnie começou a pintar em 2000, e os seus desenhos tornaram-se populares muito rapidamente. Os seus trabalhos forma exibidos por toda a Austrália e selecionadas por grandes galerias, incluindo a Art Gallery of New South Wales, o National Gallery of Victoria e o Queensland Art Gallery. Com a popularidade, surgiu a pressão dos que desejavam ter o seu trabalho. Foi alegadamente "raptada" por pessoas que queriam que ela pintasse para eles, e houve relatórios dos médias de trabalhos seus falsificados. O trabalho de Minnie é muitas vezes comparado com o de Emily Kame Kngwarreye.
A filha de Minnie, Barbara Weir, é uma artista igualmente respeitada.

## Estilo de pintura
O estilo de Minnie era espontâneo e caracterizado por cores "ousadas" e "vibrantes" executadas com grande liberdade. Suas obras, como Anunapa, Akali, mantida pela National Gallery of Victoria, foram executadas em tinta acrílica (muitas vezes chamada de polímero sintético) sobre tela. Tal como acontece com outros artistas contemporâneos dos desertos centrais e ocidentais, suas pinturas incluíam representações de histórias ou características pelas quais ela tinha responsabilidade dentro de sua família ou clã, como o sonho de Awelye Atnwengerrp (ou Women's Dreaming). A especialista em arte indígena Jenny Green acredita que o trabalho de Minnie continua a tradição do "abstracionismo gestual" estabelecido por Emily Kngwarreye, que contrastava com o uso de motivos tradicionais reconhecíveis - como pegadas de animais - nas obras de artistas do Deserto Ocidental. O artista e galerista de Brisbane Michael Eather comparou seu trabalho não apenas ao de Emily, mas também ao artista do impressionista abstrato australiano Tony Tuckson.
As pinturas de Minnie incluem dois temas principais de design. A primeira é de linhas paralelas e fluidas em um contorno pendular, representando os desenhos de pintura corporal usados em cerimônias femininas, ou awelye. O segundo tema envolve formas circulares, usadas para simbolizar tomate (Solanum chippendalei), melão e laranja selvagem do norte (Capparis umbonata ), entre várias formas de bushfood representadas em suas obras. Juntos, os designs foram caracterizados por um revisor como "linhas e círculos amplos e luminescentes".

## Legado
A arte de Minnie foi rapidamente adicionada às principais coleções públicas, como a Art Gallery of NSW, Art Gallery of South Australia, National Gallery of Victoria e Queensland Art Gallery. Também foi incluída em uma exposição de 2009 de pinturas indígenas australianas no New York Metropolitan Museum of Art.. Seus trabalhos mais tarde formaram a base de uma série de tapetes de grife, e, juntamente com pinturas de suas irmãs, ilustraram a capa do livro do crítico de arte Benjamin Genocchio, Dollar Dreaming. Descritas pelo negociante de arte Hank Ebes como as obras de "um gênio", as pinturas de Minnie eram normalmente vendidas por 5 mil dólares em 2005. O preço mais alto obtido no mercado secundário naquela época foi de 43 mil dólares.
Considerada uma das principais artistas femininas contemporâneas da Austrália, Minnie está ao lado de outras notáveis pintoras indígenas, Dorothy Napangardi, Gloria Petyarre e Kathleen Petyarre. Uma das várias mulheres, como Emily Kngwarreye, que dominou a pintura do deserto central e ocidental na primeira década do século XXI, Minnie é considerada uma das artistas indígenas mais conhecidas da Austrália, cujo trabalho "o mercado não se cansou".